# Shikao Suga
Shikao Suga (スガ シカオ Suga Shikao?) (Tokio, 28 de julio de 1966) es un cantante, productor y compositor japonés conocido por escribir los temas musicales para algunos anime, películas y anuncios comerciales. 
Su nombre es 菅 止戈男. Suga (菅) es su apellido y Shikao (止戈男) su nombre. Él usa el equivalente katakana (スガ Suga シカオShikao) de su nombre como su nombre profesional.

## Previo a su carrera musical
Fue alumno bachiller en Kosei Gakuen Male High School (佼成学園中学校・高等学校) en Suginami, Tokio, donde su interés por la música empezó a crecer.

Después de graduarse de la Tokyo Keizai University en 1989, trabajó como empleado por cuatro años en la industria de mercadotecnia.

## El inicio y su debut
Para 1993, ya tenía considerado ser un músico. Ya había escrito una cantidad de letras musicales.Pero, para ese entonces, su edad fue algo que no lo ayudaba. La mayoría de cantantes japoneses inician sus carreras en su adolescencia. Pero Suga ya estaba en los 20's. Decidió intentarlo y, tras luchar por conseguir que alguien lo contratara, hizo su primer sencillo indies, 0101, el cual hizo bajo su nombre real, en kanji.

Tras 2 años de esfuerzo buscando una disquera, Office Augusta lo contrató. Su sencillo de debut, "Hit Chart o Kakenukero" (ヒットチャートをかけぬけろ), le abrió un mundo de posibilidades. El álbum Clover, lanzado en 1997, muestra que su música J-Pop  tiene influencia del jazz, funk y soul. Todas las obras realizadas dentro de Office Augusta las hizo utilizando su nombre escrito en katakana, mismo que continúa utilizando hasta hoy.

## Nacimiento del artista conocido mundialmente
Yozora no Mukō, la canción de la cual tiene la autoría de la letra, y que fue interpretada por SMAP, ha sido incluida en varios libros de texto escolares. Tanto "Yozora no Mukō" (1998) de SMAP y Real Face (2006) de KAT-TUN debutaron o llegaron rápidamente a la primera posición en las listas de Oricon, y vendieron más de 1 millón de unidades cada uno, haciendo que el nombre de Shikao Suga fuera reconocido a lo largo del país. 
Varias de sus canciones han sido utilizadas en TV en las series anime y en películas y doramas que han sido adaptados del manga. Honey and Clover incluyó canciones de su álbum "Clover", como Hachigatsu no Serenade, Tsuki to Knife yYubikiri.  La canción Manatsu no Yoru no Yume fue incluida en la primera película de acción real de Death Note como una canción insert. También, su canción Yūdachi fue usada como ending para la película Boogiepop and Others, y como tema de entrada para la serie anime del 2000, Boogiepop Phantom. Hajimari no Hi fue usada como el primer tema de apertura a la serie Letter Bee. Tras un año y tres meses, lanzó el opening para la secuela de Letter Bee, Yakusoku. El anime le abrió las puertas al mundo, ya que las series se veían alrededor del globo.
Sus canciones también han sido incluidas en películas no manga, como "Dark Water" ("Aozora") y "Sweet Little lies" ("Ame agari no asa ni"), al igual que en incontables anuncios de TV, como los de la aseguradora Sony Sompo, algunas marcas de vehículos y arrendadoras de vivienda.
También escribió los temas para la serie anime XXXHOLiC, incluyendo su película xxxHOLiC: Manatsu no Yoru no Yume (Sanagi ~theme from xxxHOLiC the movie~), la primera temporada de su serie televisiva (Jūkyū-sai), y de xxxHOLiC Kei, su segunda temporada (Nobody Knows). Sofa fue utilizada en xxxHOLiC: Shunmuki el 17 de febrero de 2009. En febrero de 2013, el dorama de xxxHOLiC fue transmitido por WOWOW, con su canción Aitai como tema de apertura. Para celebrar su aniversario de debut, las CLAMP realizan las imágenes para el video musical para la canción あなたひとりだけ 幸せになることは 許されないのよ (Anata hitori dake shiawase ni naru koto wa yurusarenai no you ni, también conocida como "Anayuru").
Su nombre ha sido incluido en el episodio 115 de Gintama, y su canción "Progress" ha formado parte de una parodia en el episodio 9 de la temporada 2 del arco "Shirogane no Tamashii" de la serie.
En 2009 hizo su primer viaje al extranjero, a Londres. Fue la primera ocasión en la que se presenta ante un público no japonés.
El mes de diciembre de 2017 realizó su primera gira por Asia, visitando el 8 Singapur y el 17 a Taiwán, bajo la gira "Suga Shikao Asia Circuit 2017". El 26 de diciembre completa la gira en la ciudad de Tokio.

## Sus obras en relación con otras personas
Es un gran admirador de las creaciones de otros artistas, y es admirado por ellos, igualmente.

Esto ha quedado probado con las damas de CLAMP, quienes realizaron las imágenes para el video de "Anayuru". Anayuru fue realizado en estilo manga, con los personajes de XXXHOLiC dentro de él.

También gusta mucho de la obra literaria del escritor Haruki Murakami, y este, siendo un admirador de la música de Suga, incluyó por nombre la canción "Bakudan Juice" del cantautor en su novela "After Dark".

Igualmente, se encuentra participando en la campaña del manga de  Chica Umino, León de Marzo (３月のライオン Sangatsu no lion).  Su canción "Kizashi" fue incluida en el anuncio para el manga, e incluso él mismo ha aparecido en este, por petición de la autora. 

## Sus otras actividades
Shikao Suga no solamente escribe y canta canciones. También es un productor musical, DJ y locutor radial. 
Su trabajo en la radio inició poco después de su debut. En 1997 estaba encargado de "スガシカオのヒットチャートをかけぬけろ" (Suga Shikao no Hitto Chaato wo Kakenukero") de FM NORTHWAVE. Desde el 3 de octubre de 2005 hasta el 27 de marzo de 2006, condujo un programa de radio llamado Night Stories Monday en la estación J-Wave, que podía descargarse como podcast. Otras estaciones en las que ha trabajado son BayFM y FM802. Aún continúa apareciendo en la radio como un "conductor" invitado.
En 2017 celebra 20 años de carrera con un festival al cual ha llamado "Sugafes", que contó con la participación de renombrados artistas como Dohatsuten, Pornografitti y Mr. Children, entre otros. El festival fue organizado por él y Atsushi Shikano, productor del festival Viva La Rock, así como encargado de la editorial que maneja la revista Música.
El 12 de agosto de 2017, tendrá su debut actoral en el drama Plage de WOWOW (プラージュ (小説))

## Colaboraciones
Ha provisto de piezas a otros artistas:
- Kyoko: Ijimete Mitai (música, letra), Happy Birthday (música, letra)
- Smap: Koko ni Iru Koto (música, letra, arreglo), Yozora no Mukō (letra), Ringo Juice (letra)
- Chisato Moritaka: Tanpopo no Tane (música, arreglo), Mahiru no Hoshi (música)
- KAT-TUN: Real Face, Real Face 2 (letra)[5][6]
- Arashi: Aozora Pedal (música, letra)
- Kamenashi Kazuya: Ai ni Tsuite (música, letra)
- JUJU: "Hoshizukiyo" (música, letra)
- Yamamoto Sayaka : "Melody" (música, letra)
- Little Glee Monster: "Hikaru kakera" (música, letra)

Fue miembro de Fukumimi, grupo formado por artistas de la misma disquera (Office Augusta); estaba formado por Shikao Suga, Masayoshi Yamazaki, Kyoko (杏子), y más tarde por Chitose Hajime, COIL, Araki Yuko (mi-gu), Sukima Switch y otros.
Durante sus años en Office Augusta, hizo giras alrededor del país con una banda de apoyo denominada Shikao and the Family Sugar. Los miembros eran Suga Shikao (Vocalista y guitarra rítmica, Letra y música), Mori Toshiyuki (teclados y conductor, arreglista), Numazawa Takashi (Batería), Matsubara Hideki (Bajos), Mamiya Takumi (Guitarra principal), Otaki Yuko y Saito Kumi (coros). Las actividades de esta banda se detuvieron en 2007, justo después de la celebración de su 10 aniversario de su debut. 
En 2006 fue parte de un grupo de cantantes nacidos todos en 1966. La unidad fue llamada Roots 66. Y tuvieron un evento especial llamado [ROOTS 66 DON'T TRUST OVER 40] el 2 de abril. Diez años después, en 2016, se reunieron de nuevo para un evento llamado [ROOTS 66 -Naughty50-]. En 2017, brindaron sus voces para el tema de salida de la segunda temporada del anime Osomatsu san, llamado レッツゴー!ムッツゴー!～6色の虹～ ("Let's go! Muttsu go! ~ Rokushoku no niji").
En 2006 formó parte de otro grupo, Kokua, para el cual ha sido vocalista y escritor. La primera labor del grupo fue el tema principal del programa de NHK プロフェッショナル 仕事の流儀  (Professional Shigoto no Ryūgi, conocido en el extranjero como The Professionals). La canción se llama Progress. En 2016, los miembros se reunieron para su primer álbum y gira oficiales.
En 2009 formó parte de las celebraciones de 20.º aniversario de la estación de radio FM802. Estuvo involucrado en la interpretación de la canción de campaña de colaboración FM802 x Docomo, Oh! Radio, escrita por Kiyoshiro Imawano (misma que sería la última de este), como parte de una unidad especial llamada Radio Soul 20. El grupo consistía de los músicos Mao Abe, HY, Shigeru Kishida (Quruli), Suga Shikao, Bonnie Pink, Daisuke Yamamori (ROCK'A'TRENCH), Wada Sho (TRICERATOPS). La canción estuvo al aire durante abril de ese año. 
En 2015 fue parte de la campaña de primavera de FM802 X Tsutaya Access!, escribiendo la canción que sería la canción de campaña, 「Music Train 春の魔術師」(Music Train ~ Haru no Majutsushi).  Sugar & The Radio Fire es la unidad especial hecha para interpretar la canción, y que consiste en los músicos Suga Shikao, Ohara Sakurako, Kawakami Yohei, (Alexandros), Saito Kosuke (UNISON SQUARE GARDEN), Taniguchi Maguro (KANA-BOON), Haruna (SCANDAL), Mitsumura Tatsuya (NICO Touches the Walls), Yamamura Ryota (flumpool). La canción estuvo al aire desde marzo 1 al 31 de mayo de ese año.
En 2018, regresa como parte de la campaña de primavera de FM802 x Tsutaya Access! como cantante, esta vez, como parte de la unidad especial llamada Radio Bestsellers, con la canción 「栞」(Shiori), escrita por Ozaki Sekaikan (CreepHyp). Radio Bestsellers está formada por los músicos Ai Myon, Ozaki Sekaikan (CreepHyp), Kataoka Kenta (sumika), GEN (04 Limited Sazabys), Saito Kosuke (UNISON SQUARE GARDEN), Suga Shikao.

## Discografía

### Sencillos
- Hit Chart o Kakenukero (ヒットチャートをかけぬけろ) (25 de febrero de 1997)
- Ōgon no Tsuki (黄金の月) (28 de mayo de 1997)
- Dokidoki Shichau (ドキドキしちゃう) (30 de julio de 1997)
- Ai ni Tsuite (愛について) (21 de noviembre de 1997)
- Story (ストーリー) (27 de mayo de 1998)
- Bokutachi no Hibi (ぼくたちの日々) (18 de noviembre de 1998)
- Yoake Mae (夜明けまえ) (23 de junio de 1999)
- Amai Kajitsu (あまい果実) (18 de agosto de 1999)
- Spirit (SPIRIT) (2 de agosto de 2000)
- Affair (AFFAIR) (12 de octubre de 2012, 2000)
- Hachigatsu no Serenade (8月のセレナーデ) (1 de agosto de 2001)
- Aozora/Cloudy (青空) (17 de enero de 2002)
- Asymmetry (アシンメトリー) (29 de mayo de 2002)
- Sayonara/Kimagure (サヨナラ/気まぐれ) (26 de febrero de 2003)
- Himitsu (秘密) (12 de mayo de 2004)
- Climax (クライマックス) (25 de agosto de 2004)
- Hikari no Kawa (光の川) (27 de octubre de 2004)
- Kiseki/Natsukage/Sanagi (奇跡/夏陰/サナギ) (10 de agosto de 2005)
- Jūkyū-sai (19才) (26 de abril de 2006)
- Manatsu no Yoru no Yume (真夏の夜のユメ) (21 de junio de 2006)
- Gogo no Parade (午後のパレード) (6 de septiembre de 2006)
- Phonoscope (フォノスコープ) (13 de junio de 2007)
- Nobody Knows (NOBODY KNOWS) (14 de mayo de 2008)
- Kono Yubi Tomare (コノユビトマレ) (3 de septiembre de 2008)
- Party People (15 de julio de 2009)
- Hajimari no Hi feat. Mummy-D (はじまりの日) (25 de noviembre de 2009)
- Sayonara Homerun (サヨナラホームラン) (28 de abril de 2010)
- Yakusoku (約束) (23 de febrero de 2011)
- Re:you (27 de junio de 2012)
- Festival (25 de octubre de 2012)
- Aitai (アイタイ) (10 de abril de 2013)
- Miagete goran yoru no hoshi wo feat. Daniel Ho (見上げてごらん夜の星を feat. Daniel Ho) (10 de marzo de 2013) Canción de apoyo a damnificados
- Akai mi (赤い実) (17 de septiembre de 2013)
- Akai mi remix (赤い実 remix) (4 de diciembre de 2013)
- Life (5 de julio de 2014)
- Monaural Sekai (モノラルセカイ) (22 de octubre de 2014)
- Anata hitori dake shiawase ni naru koto wa yurusarenai no yo (Anayuru) [あなたひとりだけ 幸せになることは 許されないのよ(あなゆる)](7 de diciembre de 2015)
- Ame nochi hare (雨ノチ晴レ) (6 de mayo de 2017)
- Happy Strike (ハッピーストライク) (6 de mayo de 2017)
- Twilight Twilight (トワイライト トワイライト) (26 de diciembre de 2017)

### Miniálbum
- 0101 (1995)

### Álbumes de estudio
- Clover (7 de septiembre de 1997)
- Family (24 de junio de 1998)
- Sweet (8 de septiembre de 1999)
- 4Flusher (25 de octubre de 2000)
- Smile (7 de mayo de 2003)
- Time (17 de noviembre de 2004)
- Parade (6 de septiembre de 2006)
- Funkaholic (FUNKAHOLiC) (10 de septiembre de 2008)
- Funkastic (FUNKASTiC) (12 de mayo de 2010)
- Acoustic Soul (15 de enero de 2014)
- The Last (20 de enero de 2016)

### Álbumes de éxitos y recopilatorios
- Sugarless (3 de octubre de 2001)
- The Best Hits of Live Recordings -Thank You- (5 de noviembre de 2003)
- All Singles Best (24 de enero de 2007)
- All Lives Best (10 de octubre de 2007)
- Sugarless II (10 de agosto de 2011)
- Best Hit Suga Shikao ~ 1997 - 2002 (Universal) (27 de febrero de 2013)
- Best Hit Suga Shikao ~ 2003 - 2011 (Sony) (27 de febrero de 2013)
- Live Bootleg (23 de febrero de 2015)
- The Best (-1997 - 2011 -) (20 de enero de 2016)
- Live Bootleg 2: The Last (10 de septiembre de 2016)
- Live Bootleg 3: Hitori Sugar Tour 2018 (26  de febrero de 2018)

### DVD
- +731 (26 de febrero de 2002)
- 1095 (26 de febrero de 2002)
- 20 Music Clips of Suga Shikao (12 de mayo de 2004)
- Shikao & The Family Sugar ~FAN-KEY PARADE07~ in Nippon Budokan (Shikao & The Family Sugar ~FAN-KEY PARADE '07~ in 日本武道館) (13 de junio de 2007)
- Jounetsu Tairiku x Suga Shikao (情熱大陸 x スガシカオ) (25 de julio de 2008) Documentary
- Suga Shikao FKT-Meeting ~Haru no Utage~ (スガシカオ FKT-Meeting ~春の宴~) (Fan Club Only)
- The Best Music Clips of Suga Shikao 2004-2011 (10 de agosto de 2011)
- Live DVD "Japan - UK circuit 2009 - 2010" (21 de marzo de 2012)
- The Last ~ Encore ~ Live Tour 2016 at Toyosu Pit (21 de octubre de 2016)

### Otros
- Physical (BRADBERRY ORCHESTRA feat. Suga Shikao, Crystal Kay and Salyu, sencillo del mismo nombre) (27 de julio de 2012)
- AsianLover (Duran feat. Suga Shikao, album "Face") (11 de julio de 2018)[15]
- Smells (Yoshito Tanaka feat. Suga Shikao, album "Smells like 44 Spirit") (autopromoción) (4 de agosto de 2018)[16][17]

### Demos
- Demo Tracks (1997)[18]